# Ивана Раца
Ивана Раца (Ларнака, 10. септембар 1999) српска је кошаркашица. Игра на позицијама крила и крилног центра.
Дипломирала је на универзитету Вејк Форест, смер психологија. Тренутно игра за Аллианз Геас Сесто (Милано - Италија) А1 лига. Ивана је 2021. године WNBA драфтована као 28-и пик од Лос Ангелес - Спаркс.
Ивана је једна од најталентованијих и најперспективнијих млађих играчица у Европи. То је и доказала на минулом Европском првенству за кошаркашице до 20 година у Шапрону, Мађарска, 2018, на којем је проглашена за члана идеалне петорке првенства (All-Star Five), а од стране публике је изабрана за најбољу играчицу (MVP) Европског првенства. Са репрезентацијом Србије (јуниорска репрезентација до 18. и јуниорска репрезентација до 20 година) освојила је две сребрне медаље.

## Каријера
Рођена на Кипру. Ивана је кошарку почела да игра 2009. године у клубу AEL из Лимасола (јуниорски тим).
Од 2010. до 2012. године играла је у клубовима: AEL из Лимасола (јуниорски тим) и Протеасу (Proteas da Noi AEL Limassol).
Као веома млада играла је за млађу кошаркашку репрезентацију Кипра.
Играчку каријеру наставила је у јуниорском тиму ПАОК-а из Солуна (AS PAOK Thesalonikis) у којем је играла од 2012. до 2015. Као члан млађе екипе и сениорске екипе ПАОКА (PAOK Thesalonikis – Greece A1), игра у сезони 2013-14. и 2014-15.
У екипи Протеас Вулас из Атине (Proteas Vulas), играла је од 2015 до 2017. године. У дресу овог тима остварила је невероватан успех квадрипл-дабл – 22 поена, 21 скок, 11 асистенција и 10 украдених лопти и донела пехар својој екипи у (ESKANA) купу Грчке.
У Грчкој је освојила сва државна првенства у јуниорској категорији. Два пута била је у Топ – 5.
Два пута је учествовала на школским светским првенствима у Лиможу, Француска (2015) и Поречу, Хрватска (2017) као капитен екипе, где је освојила сребрну медаљу и била у најбољој петорци првенства.
Од 2017. године игра за универзитетску кошаркашку екипу Вејк Форист Универзитета у Северној Каролини, САД.
Године 2017. у дресу јуниорске репрезентације Србије играла је на Европском првенству за кошаркашице до 18 година (2017 FIBA U18 Women's European Championship - Division A).
Следеће 2018. године са јуниорском репрезентацијом Србије (до 20 година) у Шопрону, Мађарска, освојила је сребрну медаљу (2018 FIBA U20 Women's European Championship).
Ивана игра за сениорску репрезентацију Србије.

## Репрезентација
Наступала је за све млађе селекције репрезентације Србије, тренутно је у сениорском тиму репрезентације.
Са репрезентацијом до 18 година освојила је сребрну медаљу на Светском првенству у Шапрону у Мађарској 2017. године. (2017 FIBA U18 Women's European Championship - Division A).
На Европском првенству у Шопрону за играчице до 20 година са репрезентацијом Србије (2018 FIBA U20 Women's European Championship) поново су освојиле сребрну медаљу, 2018. године. Ивана је погодила један од најважнијих шутева, можда и кључни у освајању медаље – тројку у продужетку утакмице против репрезентације Италије. На утакмици против Словачке, у осмини финала, убацила је 36 поена, четири тројке, без промашаја, имала десет скокова – индекс 43. На шампионату је проглашена за члана идеалне петорке (All-Star Five), а од стране публике је изабрана за најбољу играчицу (MVP) Европског првенства.

## Успеси
Кипарско кадетско првенство (2009, 2010 и 2012).
Најбољи млади играч Кипарске лиге (2012).
Играла за Кипарски национални тим (U16).
Освојила је Кипарско школско првенство (2012 и 2013).
Са тимом је освојила Грчко јуниорско првенство (2013, 2015, 2016 и 2017).
Освојила Грчко школско првенство (2013, 2014, 2015, 2016 и 2017).
Играла у репрезентацији Грчке до 15 година (U15) (2013).
Са репрезентацијом Грчке – до 15 година освојила турнир у Кавали (2013).
Са репрезентацијом Грчке – до 15 година освојила турнир у Атини (2014 и 2015) где је била први стрелац турнира.
Проглашена за најбољег играча (MVP) до 15 година на турниру (New Year Kapagerovf) (2014).
Проглашена за најбољег стрелца до 15 година на турниру (New Year Kapagerovf) (2014).
На Светском школском шампионату за кошаркашице освојиле су златну медаљу. (2015)
Два пута је учествовала на школским светским првенствима у Лиможу, Француска (2015) и Поречу, Хрватска (2017) као капитен екипе, где је освојила сребрну медаљу и била у најбољој петорци првенства.
Проглашена за најбољу младу играчицу у Грчкој (2016).
На Јуниорском првенству Грчке освојила је златну медаљу – најбољи стрелац првенства (2017) .
Изабрана за најбољег играча (All-Bosmans Team) (2017) А1 – сениорски тим.
Са репрезентацијом до 18 година освојила је сребрну медаљу на Светском првенству у Шапрону у Мађарској 2017. године. (2017 FIBA U18 Women's European Championship - Division A).
На Европском првенству у Шопрону за играчице до 20 година са репрезентацијом Србије (2018 FIBA U20 Women's European Championship) освојила сребрну медаљу, 2018. године.
На Европском првенству је проглашена за члана идеалне петорке (All-Star Five) (2018).
Од стране публике је изабрана за најбољу играчицу (MVP) Европског првенства (2018).
Постигла је 1.000 кошева у каријери и тако постала 28-и играч у историји клуба Вејк Форист.
ALL-ACC топ 3, просечан број кошева 17,2 по утакмици, 11 утакмица са преко 20 поена - Топ 3, укупно 193 коша за два поена - Топ 2.
Најбољи резултат у последњих 20 година на турниру ALL-ACC, 27 поен и 13 скокова. Турнир ALL-ACC први тим, најбољи стрелац турнира са просечним бројем поена 20,33 по утакмици.
Најбољи тим ACC конференције (2020—2021)
Најбољи тим ACC конференције пресезоне (2020)
Најбољи (Top small forward in USA) basketball Hall of fame Miller Award FINALIST
ALL - ACC academic team
Ушла међу четири најбоље играчице у историји са учинком: дабл-дабл,броју поена и скокова
Ушла у Финални избор за најбољу инострану играчицу NCAA (International player of the Year Finalist)
Проглашена за најбољег спортисту Вејк Фориста у свим спортовима (2021)
- ВНБА - Драфтована као 28 пик од Лос Анђелес Спаркса (2021)

АЦЦ - 2021 године просечно постигла 17 поена и 9 скокова по утакмици (најбољи стрелац и скакач)

## Породица
Ивана потиче из кошаркашке породице. Отац Драган Раца је бивши српски кошаркаш и познати кошаркашки тренер који је каријеру градио (на Кипру, у Грчкој и Кини). Био је селектор кошаркашких репрезентација Либана, Кипра и Македоније. Запажена тренерска достигнућа остварује и данас у Кини где је ангажован од 2010. године. Данас је на челу кошаркашког клуба Беиконг Флај Драгонса, члана кинеске ЦБА лиге, као тренер, шеф струке и генерални супервизор. За свој дугогодишњи рад на пољу кошарке промовисан је у Почасног доктора наука „Алфа БК универзитета“.
Мајка Бранка Раца бивша је кошаркашица и тренер која је каријеру градила у Србији и на Кипру. Она је била њен први тренер. Иванина сестра, Тијана Раца (28. октобар 1997) такође је позната кошаркашица и репрезентативка селекције Кипра која је играла за универзитетску екипу Вајоминг Универзитет.